# 129061 Karlfortney
129061 Karlfortney este o planetă minoră (asteroid), cu un diametru de 3,086 km, din centura de asteroizi. A fost descoperită pe 4 noiembrie 2004 la Catalina Station⁠(d) de Catalina Sky Survey. 
Obiectul prezintă o orbită caracterizată de o semiaxă mare de 2,9658685806277 UAi, o excentricitate de 0,05, o înclinație de 9,8 ° în raport cu ecliptica.